# Anthurium silvigaudens
Anthurium silvigaudens är en kallaväxtart som beskrevs av Paul Carpenter Standley och Julian Alfred Steyermark. Anthurium silvigaudens ingår i släktet Anthurium och familjen kallaväxter. Inga underarter finns listade.